# 乌密风
乌密风（1920年—），女，浙江杭州人，中国工艺美术家、水彩画家，曾任鲁迅美术学院教授、工艺美术系主任、副院长。